# Bonne Bay
Die Bonne Bay ist ein Fjord an der Westküste der zur kanadischen Provinz gehörenden Insel Neufundland.
Die 27 km lange Bonne Bay schneidet sich in die Long Range Mountains hinein und bildet dabei die südliche Abgrenzung der Great Northern Peninsula. Die Bucht bedeckt eine Wasserfläche von 80 km². Die Bonne Bay gliedert sich in eine 11 km tiefe äußere Bucht, die sich landeinwärts in zwei Arme gabelt, South Arm und East Arm. 
Die äußere Bucht öffnet sich nach Nordwesten zum Sankt-Lorenz-Golf. Sie reicht vom Western Head im Süden bis zum Lobster Cove Head im Norden und erreicht am Ausgang eine Breite von bis zu 5 km. Am Nordufer liegt in einer kleinen Nebenbucht die Gemeinde Rocky Harbour. Im Süden erheben sich die 600 m hohen Lookout Hills. 
Der South Arm hat eine Länge von 8,2 km und eine Breite von 1,3 km. Die Bucht ist in Nordnordwest-Richtung ausgerichtet. Am Eingang des South Arm befindet sich am Westufer die Gemeinde Woody Point. Entlang dem Westufer der Bucht liegen außerdem die dazugehörigen Siedlungen Winterhouse Brook, Shoal Brook, Birchy Head und Glenburnie. Südwestlich des South Arm erheben sich die Tablelands, eine bis zu 711 m hohe Hochfläche. Die Route 431 führt vom Kopfende der Bucht entlang dem Westufer nach Winterhouse Brook, wo sie zur weiter westlich gelegenen Gemeinde Trout River abzweigt.
Der East Arm hat eine Länge von 16,4 km. Die Bucht ist im Westen über die Engstelle The Tickle mit der äußeren Bucht verbunden. Dort befindet sich am Nordufer die Gemeinde Norris Point. Der East Arm ist grob in Nordwest-Richtung ausgerichtet. Die maximale Breite liegt bei 2,5 km. Der East Arm erreicht eine Wassertiefe von bis zu 230 m. In das Südostufer mündet der Lomond River, in das Nordende der Bucht der Abfluss des Ten Mile Pond. Entlang dem Nordostufer verläuft die Route 430, die von Deer Lake nach St. Anthony führt.
Das Ufer der Bonne Bay liegt mit Ausnahme der drei angrenzenden Gemeinden innerhalb des Gros-Morne-Nationalparks. Vom Nordende des East Arm führt ein Wanderweg zum nördlich gelegenen Berg Gros Morne, der höchsten Erhebung im Nationalpark.
Die Bucht entstand vor 10.000 Jahren während der letzten Kaltzeit, als sich zwei Gletscher an der Stelle der beiden heutigen Nebenbuchten durch das Gebirge schnitten und sich vor Erreichen des Meeres vereinigten.